# Sexy as Hell
Sexy as Hell (englisch für: „Höllisch sexy“) ist das sechste Studioalbum der deutschen Sängerin Sarah Connor. Es wurde am 22. August 2008 von X-Cell und Epic Records veröffentlicht.
Sieben Jahre nach der Erstveröffentlichung erschien das Album zusammen mit Real Love im November 2015 als Boxset 2 for 1.

## Hintergrund
2007 begann Connor mit den Aufnahmen für ihr sechstes Studioalbum Sexy as Hell. Der Titel wurde von einem Lied auf dem Album übernommen. Zum ersten Mal ist eines ihrer Alben der Dance-Musik zuzuordnen. Weiterhin enthält es einen Mix aus Popmusik mit Hip-Hop- und R&B-Elementen. Für ihren neuen Sound ließ sich Connor von der Musik in den Clubs inspirieren. Der Musikstil unterscheidet sich stark von ihrem Vorgängeralbum Soulicious, das Coverlieder aus den 1960ern, 1970ern und 1980ern beinhaltet.
Sarah Connor beschreibt den neuen Musikstil folgendermaßen:

„Ich bin ständig auf der Suche, will mich und meinen Sound neu definieren. Das Album ist ein sexy Mix aus Popmusik mit HipHop- und R&B-Elementen. Eine richtig scharfe Dance-Platte, mit geilen Riffs und fetten Beats! Die Songs sind in einem Moment zuckersüß und im nächsten Augenblick böse - so wie wir Mädchen eben sind!“

Für das Album traf sich Connor mit vielen Produzenten aus dem In- und Ausland sowie Songwritern und hielt mit ihnen Listening- und Jam-Sessions ab. Sie hat bis auf zwei Lieder alle Texte für das Album selbst geschrieben. Mit den dänischen Produzenten Mikkel Remee Sigvardt und Thomas Troelsen, die unter anderem den Nr.-1-Hit Hot Summer produzierten, schrieb Connor die Stücke See You Later, Sexy as Hell und Under My Skin. Under My Skin wurde vorab als erste Single ausgekoppelt. Die Single erreichte Platz vier der deutschen Singlehitparade.
Auf Mallorca nahm Connor mit Bülent Aris die Lieder Act Like You und Touch auf. In Berlin arbeitete Sarah Connor mit den Produzenten Marek Pompetzki und Paul NZA zusammen, die zuvor schon für Sido aktiv waren. Sie schrieben für Connor das Lied Play, mischten die Single Under My Skin und produzierten Fall Apart. Letzteres stammt aus der Feder vom Songwriter J. R. Rotem. Außerdem arbeitete Connor wie bei ihren Vorgängeralben erneut mit den Produzenten Kay Denar und Rob Tyger zusammen. Mit ihnen schrieb sie die Balladen Crazy in Love und I’ll Kiss It Away. I'll Kiss It Away wurde die zweite und letzte Singleauskopplung und ist Connors Tochter gewidmet, die mit einem Loch im Herzen zur Welt kam und kurz nach der Geburt operiert werden musste. Die Single erreichte Platz 21 der deutschen Singlecharts.
Am 22. August 2008 erschien das Album, das es – unterstützt durch die Fernsehsendung Sarah & Marc crazy in Love – in der ersten Woche auf Platz drei der deutschen Albumcharts schaffte. Auf der Sexy as Hell-Tour stellte Connor in 29 deutschen Städten von Februar bis April 2009 die Lieder des Albums live vor.

## Titelliste
1. Sexy as Hell (Remee, Thomas Troelsen, Sarah Connor, O.G. Fortuna) – 3:13
2. Under My Skin (T.S.O.B. Mix) (Remee, Thomas Troelsen, Sarah Connor, O.G. Fortuna, Lucas) – 3:17
3. I Believe in You (Remee, Thomas Troelsen, Sarah Connor, O.G. Fortuna, Lucas) – 3:31
4. I’ll Kiss It Away (Sarah Connor, Rob Tyger, Kay Denar) – 3:29
5. Play (Marek Pompetzki, Paul Nza, Christina Undhjem) – 3:19
6. Still Crazy in Love (Final Part of the Osla Suite Trilogy) (Sarah Connor, Rob Tyger, Kay Denar) – 4:27
7. Beautiful View (Remee, Thomas Troelsen, Sarah Connor, O.G. Fortuna) – 3:17
8. Touch (Bülent Aris, Anthony Freeman, Sarah Connor) – 4:09
9. See You Later (Remee, Thomas Troelsen, Sarah Connor, O.G. Fortuna, Lucas) – 3:27
10. Fall Apart (Jonathan Rotem, E. Kidd Bogart, Franne Golde, Ruth-Anne Cunningham) – 3:08
11. Act Like You (Sarah Connor, Bülent Aris, Anthony Freeman) – 3:31
12. Your Love Is Dangerous (Sarah Connor, Rob Tyger, Kay Denar) – 3:59

Bonus-Track
1. Under My Skin (Beatzarre Remix) – 3:30 (iTunes-Bonus-Track)

## Rezeption
Simon Müller von Laut.de gibt dem Album zwei von fünf möglichen Punkten. Er lobt die Lieder Sexy as Hell und Under My Skin als sauber produziert, schreibt aber, dass das inhaltslose Sex-Gesinge die Lieder zum handelsüblichen Pop-Durchschnitt degradiere. Bei I’ll Kiss It Away lobt er Connors Gesangstalent, meint jedoch, dass sich die Akustikgitarre und die viel zu hohe Synthie-Plastik-Melodie beißen. Die restlichen Lieder des Albums bestünden aus Standardliedern, die man auf jeder durchschnittlichen Mainstream-Pop-Platte finde.
Matthias Reichel von CDStarts.de vergibt fünf von zehn möglichen Punkten. Wie bei den vorherigen Connor-Alben sei wieder jede Menge Füllmaterial und zwei, drei Songs mit Hit-Potenzial vorhanden. Das beste Lied sei I’ll Kiss It Away. Weiterhin lobt er die erste Singleauskopplung Under My Skin und den Dancetrack Play.

## Chartplatzierungen
| ChartsChartplatzierungen | Höchstplatzierung | Wochen |
| ------------------------ | ----------------- | ------ |
| Deutschland (GfK)        | 3 (18 Wo.)        | 18     |
| Österreich (Ö3)          | 5 (6 Wo.)         | 6      |
| Schweiz (IFPI)           | 7 (7 Wo.)         | 7      |

| ChartsJahrescharts (2008) | Platzierung |
| ------------------------- | ----------- |
| Deutschland (GfK)         | 81          |